# Mumbai Football Arena
La Mumbai Football Arena  è un complesso sportivo situato a Mumbai, in India.

## Storia
Serve come stadio di casa del Mumbai City della Indian Super League. Lo stadio di calcio può ospitare 7.960 spettatori per molte partite dell'ISL e avrebbe dovuto essere una delle sedi della Coppa del Mondo FIFA Under-17 2017. La nazionale di calcio dell'India ha giocato un'amichevole internazionale FIFA il 3 settembre 2016 battendo la nazionale di calcio di Porto Rico per 4-1 davanti a uno stadio gremito. Questa è stata la prima amichevole internazionale ospitata dalla città in 61 anni. Nel giugno 2018, lo stadio ha ospitato tutte e 7 le partite della Coppa Intercontinentale 2018, in cui la squadra di calcio maschile indiana ha giocato contro Kenya, Nuova Zelanda e Taipei cinese in un torneo a quattro. L'India ha battuto il Kenya 2-0 in finale vincendo il torneo.
Aditya Thackeray, un politico locale, e la star di Bollywood Ranbir Kapoor sono noti per aver svolto un ruolo importante nella riqualificazione dello stadio.
Ha ospitato la finale della Super League indiana 2019 tra Bengaluru e Goa, vinta dal Bengaluru grazie a un gol nel finale del difensore Rahul Bheke. Questa è stata la prima Super League indiana del Bengaluru dopo aver perso in finale l'anno precedente.
È stata una delle sedi ospitanti della Coppa d'Asia femminile AFC 2022.